# Dolní Čermná
Pour les articles homonymes, voir Čermná.
Dolní Čermná (en allemand : Nieder Böhmisch Rothwasser) est un bourg (městys) du district d'Ústí nad Orlicí, dans la région de Pardubice, en République tchèque. Sa population s'élevait à 1 371 habitants en 2024.

## Géographie
Dolní Čermná se trouve à 7 km au sud-ouest de Jablonné nad Orlicí, à 12 km à l'est d'Ústí nad Orlicí, à 57 km à l'est-sud-est de Pardubice et à 153 km à l'est de Prague.
La commune est limitée par Petrovice et Verměřovice au nord, par Bystřec et Horní Čermná à l'est, par Horní Třešňovec au sud-est, par Ostrov au sud-ouest, et par Dolní Dobrouč à l'ouest.

## Histoire
La première mention écrite de la localité date de 1304.

## Administration
La commune se compose de deux sections :
- Dolní Čermná
- Jakubovice

## Galerie

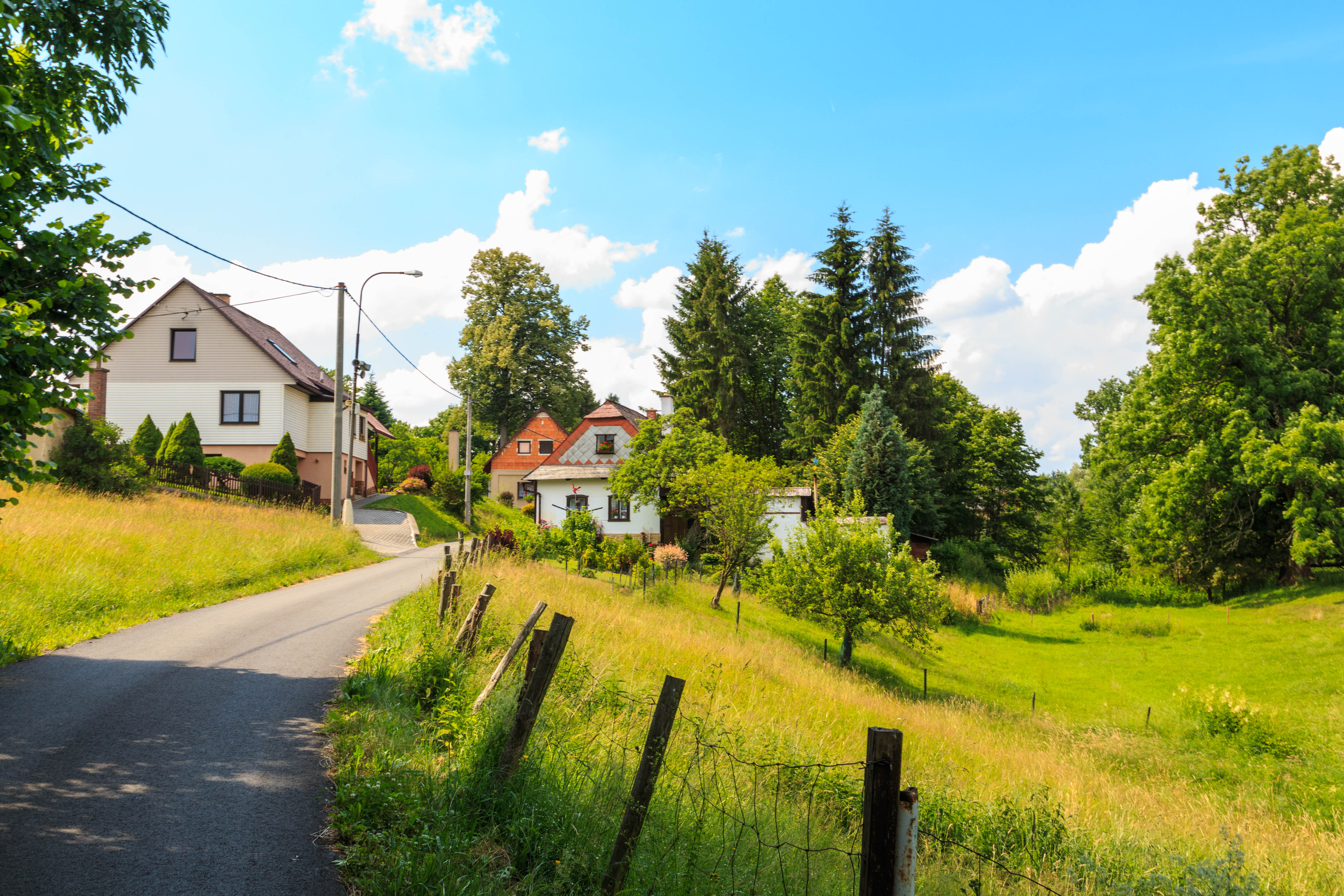
Maisons à Jakubovice.
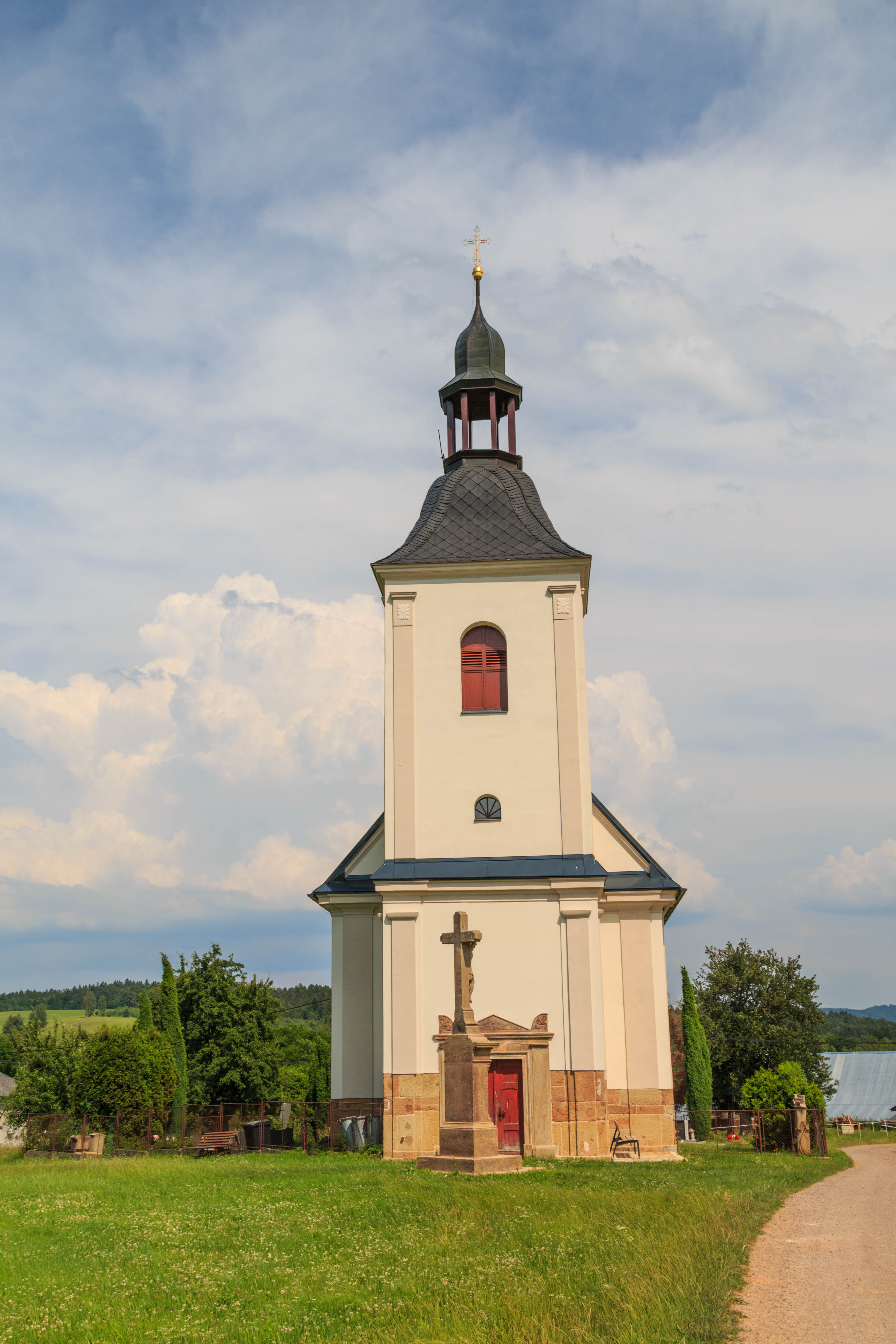
Chapelle à Jakubovice.
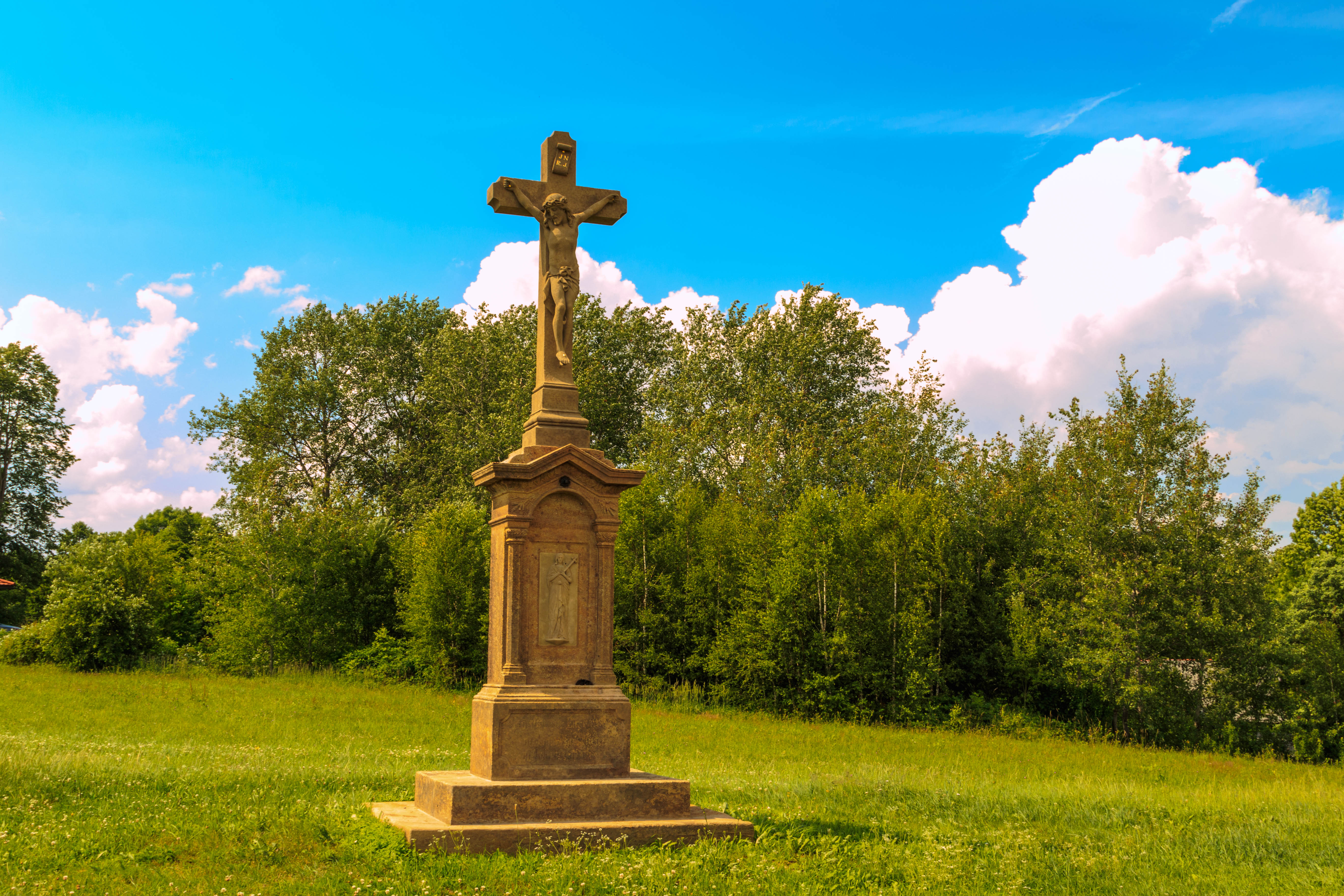
Crucifix à Jakubovice.

## Transports
Par la route, Dolní Čermná se trouve à 8 km de Jablonné nad Orlicí, à 18 km d'Ústí nad Orlicí, à 73 km de Pardubice et à 186 km de Prague. 